# Oribatella berlesei
Oribatella berlesei är en kvalsterart som först beskrevs av Michael 1898.  Oribatella berlesei ingår i släktet Oribatella och familjen Oribatellidae. Inga underarter finns listade i Catalogue of Life.